# 아미노기전이효소 증가
아미노기전이효소 증가(영어: elevated transaminases)는 의학에서 일반적으로 아미노기전이효소인 알라닌 아미노기전이효소(ALT) 및 아스파르트산 아미노기전이효소(AST)의 수치 증가는 간 기능 장애의 지표가 될 수 있다. 다른 용어로는 아미노기전이효소혈증(영어: transaminasemia) 아미노전이염(영어: transaminitis) 간 효소 증가(영어: elevated liver enzymes)(간에만 존재하는 효소는 아니지만)이 있다. ALT와 AST의 정상 범위는 성별, 연령 및 지역에 따라 다르며 8~40 U/L (0.14-0.67 μkal/L)이다. 경증의 아미노전이효소혈증은 250 U/L까지의 수치를 나타낸다. 이소니아지드와 같은 항결핵제의 사용에서 발견되는 것과 같은 약물 유발 증가는 일반적으로 ALT 또는 AST에 대해 100 U/L 미만으로 제한된다.  격렬한 운동으로 인해 근육으로부터 유래되는 효소는 간 기능과 관련이 없으며, AST 및 ALT를 현저하게 증가시킬 수 있다. 간염에 이차적으로 발병하는 간경변 또는 급성 간부전은 일반적으로 >1000 U/L 범위에서 ALT 및 AST 값에 도달한다. 6개월 미만으로 지속되는 아미노기전이효소의 증가는 급성이라고 하며, 6개월 이상 지속되는 아미노기전이효소의 증가는 만성이라고 한다.

## 같이 보기
- 아스파르트산 아미노기전이효소 (AST)
- 알라닌 아미노기전이효소 (ALT)
- AST/ALT 비